# Беринг (остров)
Вижте пояснителната страница за други значения на Беринг.
Бѐринг (на руски: Остров Беринга) е западен, най-голям остров от групата на Командорските острови, разположен между Берингово море на север и Тихия океан на юг.
Административно влиза в състава на Камчатски край на Русия. Островът има удължена форма от северозапад на югоизток на протежение около 90 km и ширина 24 km. Площ 1660 km2. Югоизточната му част е планинска (максимална височина връх Стелер 751 m), изградена от палеоген-неогенови туфогенни наслаги и антропогенни ефузивни скали. Климатът е океански, субарктичен. Годишната сума на валежите е около 500 mm. Покрит е с тундрова растителност, а по долините на малките реки – пасища и редки горички от каменна и храстова бреза. По бреговете му има леговища на морски котки, морски крави, тюлени. На западния му бряг е разположено единственото населено място – село Николское със 752 души население през 2005 г., където има рибоконсервна фабрика.
Остров Беринг е открит на 4 ноември 1741 г. от датския мореплавател на руска служба Витус Беринг при завръщането си от плаването му до бреговете на Северна Америка, и, където той умира от скорбут по време на принудителното зимуване на експедицията. По-късно в негова чест островът е наименуван на негово име.

## Топографска карта
- N-58, М 1:1 000 000[2]